# کوکتل (فیلم ۲۰۱۲)
«کوکتل» (انگلیسی: Cocktail)) یک فیلم هندی در سبک کمدی رمانتیک است که در سال ۲۰۱۲ منتشر شد. از بازیگران آن می‌توان به سیف علی خان، دیپیکا پادوکونه، و بومان ایرانی اشاره کرد.
از جمله حواشی فیلم میتوان به این مورد اشاره کرد که در سال 2015، دیپیکا پادوکونه در تبلیغات فیلم تماشا که بازیگر مقابلش رانبیر کاپور بود اعلام کرد در همان سال رنبیر کاپور به او مشورت هایی در باره انتخاب فیلم داده و گفته است تو میتوانی فیلم های خیلی بهتری بازی کنی.رنبیر در این مصاحبه گفت: من نگفتم کوکتل فیلم بدی است،اما دیپیکا در همان سال پیشنهادهایی داشت که با قبول آن ها میتوانست خیلی زود تر به عنوان یک بازیگر مهم و شناخته شده معرفی شود.

## بازیگران و نقش‌ها
سیف علی خان: گوتلو
دیپیکا پادوکن: ورونیکا
دیانا پنتی: میرا
دیمپل کاپادیا: مادر گوتلو
بومان ایرانی: دایی گوتلو
راندیپ هودا: شوهر میرا

## خلاصه
گوتلو(سیف علی خان) پسر جوان و بسیار خوش گذرانی است که زبان چرب و نرم خود دل هر زنی را بدست می‌آورد. میرا(دیانا پنتی) دختری ساده و سنتی است که تنهایی از هند به لندن سفر می‌کند تا با شوهرش زندگی کند. در فرودگاه برای اولین بار با گوتلو دیدار می‌کند و گوتلو سعی می‌کند مانند هر زن دیگری دل میرا را نیز بدست آورد اما میرا او را تهدید می‌کند که شوهرش در بیرون از فرودگار در انتظار اوست و گوتلو او را تنها می‌گذارد.
میرا از فرودگاه خارج می‌شود اما کسی را نمی‌بیند. در لندن به دنبال شوهرش(راندیپ هودا) می‌گردد اما شوهرش حتی تماس او را نیز جواب نمی‌دهد تا اینکه محل کارش را پیدا می‌کند اما شوهرش به تندی با اون برخورد می‌کند و به او می‌گوید دیگر آن طرف‌ها پیدایش نشود و ازدواج آن‌ها فقط برای این بوده که شوهر میرا بتواند به لندن برود. میرا تنها در شهر غریب سرگردان می‌شود.
ورونیکا دختر ثروتمند تنهایی است که شب و روزش به خوش گذرانی می‌گذرد. ورونیکا و میرا به‌طور اتفاقی یکدیگر را ملاقات می‌کنند وقتی ورونیکا از اوضاع میرا با خبر می‌شود او را به خانه‌اش می‌برد و از او می‌خواهد که مدتی را باهم زندگی کنند.
شبی که میرا و ورونیکا به بیرون می‌روند میرا گوتلو را در یک رستوران می‌بیند جریانش را برای ورونیکا تعریف می‌کند. ورونیکا وارد رستوران می‌شود و آبرو ریزی به پا می‌کند درحالی که گوتلو در حال صحبت با همکارانش در شرکت است! ورونیکا از رستوران خارج می‌شوند و با میرا حسابی به گوتلو می‌خندند. ورونیکا میرا را به دیسکویی می‌برد که معمولاً شب‌ها به آنجا رفت‌وآمد می‌کند و شروع به رقصیدن می‌کند. میرا در آنجا خیلی احساس راحتی نمی‌کند. یک دفعه گوتلو وارد دیسکو می‌شود! ورونیکا را می‌بیند. گوتلو هم در خانه آن‌ها ماندنی می‌شود ولی میرا از گوتلو خوشش نمی‌آمدو می‌خواست از آنجا برود تا مزاحم رابطه ورونیکا نباشد اما ورونیکا به او اجازه رفتن نداد و گفت گوتلو زیاد آنجا نمی‌ماند و رابطه اشان نهایتاً یک ماه طول می‌کشد! مادر گوتلو(دیمپل کاپادیا) از هند به او تلفن می‌کند و اصرار می‌کند گوتلو با یکی از دخترانی که مادرش نظر گرفته‌است ازدواج کند گوتلو به مادرش می‌گوید دختر خیلی خوب و نجیبی برای خودش انتخاب کرده تا مادرش دست از پافشاری بردارد. مدتی بعد مادر گوتلو با دایی او (بومان ایرانی) در خانه ورونیکا را می‌زند و گوتلو را در حالی که لباس‌های مسخره ای پوشیده و مشغول رقصیدن است می‌بیند گوتلو به ناچار میرا را به مادرش معرفی می‌کند و از میرا خواهش می‌کند قضیه را به مادرش نگوید. مادر گوتلو میرا را می‌پسندد ولی اصلاً از ورونیکا دل خوشی ندارد. همگی آن‌ها به سفر می‌روند و در طی این سفر گوتلو واقعاً عاشق میرا می‌شود اما مشکل از آنجایی شرع می‌شود که ورونیکا هم به گوتلو علاقه‌مند شده‌است. میرا هم متقابلاً به گوتلو علاقه‌مند می‌شود و گوتلو جریان را برای ورونیکا تعریف می‌کند ولی ورونیکا خوشحال می‌شود و می‌گوید باید این داستان را جشن بگیریم.
شب این سه به دیسکو می‌روند و میرا و گوتلو متوجه ناراحتی ورونیکا می‌شوند پس میرا بدون سر و صدا خانه را ترک می‌کند و به سراغ شوهری می‌رود که او را رها کرده و از او می‌خواهد تا زمان طلاق مدتی را در خانه او بماند. گوتلو در طی این مدت به سراغ میرا می‌رود و ورونیکا تصادف می‌کند. میرا به گوتلو می‌گوید باید در کنار ورونیکا بماند و گوتلو به‌ناچار می‌پذیرد. میرا بعد از طلاق به هند بازمی‌گردد و ورونیکا که در طی این مدت به عشق گوتلو به میرا پی می‌برد گوتلو را به هند می‌برد تا با میرا ازدواج کند.